# Iakov Lourié
Pour les articles homonymes, voir Lourié.
 (mars 2018).
Iakov Solomonovitch Lourié (en russe : Яков Соломонович Лурье), né le 20 mai 1921 à Petrograd, mort le 18 mars 1996 à Saint-Pétersbourg, est un philologue russe et soviétique, historien de la culture, folkloriste et critique littéraire, aussi connu sous le pseudonyme de Avel Adamovitch Kourdioumov (en russe : Авель Адамович Курдюмов).

## Biographie
Il est le fils du chercheur en histoire ancienne Solomon Iakovlevitch Lourié, et le père du présentateur de télévision Lev Iakovlevitch Lourié. En 1941, il est diplômé de la faculté d'Histoire de l'Université d'État de Léningrad. En 1962, il devient docteur en philologie.Il subit en 1949 la campagne contre le « cosmopolitisme », et encore en 1976, il est soupçonné de conserver de la littérature anti-soviétique.
En 1980, il diffuse un samizdat sur le sort et l'œuvre d'Ilf et Pétrov, et en 1987 il publie à Paris, sous le pseudonyme de B. Ia. Koprjiva-Lourié, un ouvrage de son père, Histoire d'une vie.
Il est mentionné par Vladimir Propp dans Le Conte russe, où il est dit de lui qu' « il fut le premier à avoir saisi le rapport entre le conte et les rites primitifs dans son article La Maison dans la forêt » (Dom v lesu, 1932).